# M/S Sea Diamond
M/S Sea Diamond (v prevodu Morski diamant) je bila ladja križarka, s katero je upravljala družba Louis Hellenic Cruise Lines. Izvorno jo je pod imenom M/S Birka Princess zgradilo finsko državno podjetje Valmet v svoji ladjedelnici Vuosaari v Helsinkih za 350 milijonov finskih mark (60 mio evrov). Splavljena je bila leta 1986 in bila predana v uporabo podjetju Birka Line za potrebe prevozov po Baltskem morju. Križarila je na 24-urnih potovanjih med Stockholmom na Švedskem in otoki Åland na Finskem. Imela je manjši trajektni prostor za 80 osebnih avtomobilov in vstopno/izstopno rampo v zadnjem delu ladje. Leta 1999 je bila deležna obsežnih popravil v vrednosti 29 milijonov ameriških dolarjev v ladjedelnici Lloyd Werft v Nemčiji. Gornji del ladje je bil povečan za eno palubo, še druge predelave so prispevale dodatnih 62 novih potniških kabin. V letu 2006 je bila prodana podjetju s sedežem na Cipru za 35 milijonov ameriških dolarjev. Pri podjetju Turku Repair Yard je bil nameščen nov bazen, povečana je bila tudi sončna terasa, nakar je ladja začela plovbo po Sredozemlju.
Ladja je nastopala tudi v švedski telenoveli Rederiet (1992 – 2002), upodabljala je izmišljeno ladjo M/S Freja.

## Potop
Ladja se je začela potapljati 5. aprila 2007 znotraj kaldere grškega otoka Santorini, ko je zadela v podvodno čer. Vanjo je začela vdirati voda, zaradi česar se je nagnila za 12 stopinj še preden so bila zaprta vodotesna vrata. Kakor so sprva poročali, je bilo vseh 1195 potnikov, povečini ameriških, evakuiranih brez poškodb. Ladja je bila odvlečena proč od čeri, njen nagib pa stabiliziran. Kasneje so sporočili, da sta dva francoska potnika pogrešana. Velika količina zajete vode je povzročila, da se je ladja malo pred 7:00 dne 6. aprila potopila v globino približno 200 metrov. V teku so načrti za rešitev 450-ih ton goriva iz rezervoarjev da bi preprečili razlitje nafte.

### Nezgode
Strojevodje so 6. aprila 2007 preiskovali ladjo, da bi zbrali podatke o stanju ter o dveh manjkajočih francoskih potnikih, Jeanu Christopherju Allenu, starem 45 let, in njegovi hčeri Naante, stari 16 let. Njunih trupel do danes še niso odkrili. Le štirje drugi potniki so utrpeli manjše poškodbe.